# Edwin Ray Guthrie
Pour les articles homonymes, voir Guthrie.
Edwin Ray Guthrie, né le 6 janvier 1886 à Lincoln et mort le 23 avril 1959 à Seattle est un psychologue et professeur d'université américain. 

## Biographie
Il passe une licence de mathématiques et philosophie en 1903, à l'université du Nebraska, où il obtient ensuite un master de philosophie en 1910. Il enseigne la philosophie dans un lycée de 1907 à 1910, puis obtient une bourse (« Harrison Fellow ») à l'université de Pennsylvanie, où il prépare un doctorat de philosophie. Il soutient sa thèse, intitulée The paradoxes of Mr. Russell: with a brief account of their history (1915, université de Pennsylvanie), consacrée à la pensée de Bertrand Russell. Il enseigne à nouveau en lycée, à Philadelphie, de 1912 à 1914, puis est recruté comme assistant dans le département de philosophie de l'université de Washington, où il effectue le reste de sa carrière, comme maître de conférences (1918) puis professeur d'université (1928) jusqu'à sa retraite universitaire en 1951.
Durant la Seconde Guerre mondiale, il est consultant pour des questions d'intelligence militaire au département de la Guerre à Washington.
Il collabore avec Stevenson Smith, fondateur du département de psychologie de l'université de Washington en 1917, et participe à la rédaction du manuel General psychology in terms of behavior (1921). Guthrie voyage avec son épouse Helen Macdonald en France. Ils font la connaissance de Pierre Janet, dont ils traduisent en anglais Principles of Psychology.

## Publications
- The Paradoxes of Mr. Russell: With a Brief Account of Their History, 1915  (ISBN 978-1333840853)
- General psychology in terms of behavior, avec Stevenson Smith, 1921[2].
- The Psychology of Learning, 1935
- The Psychology of Human Conflict. The clash of Motives within the Individual, New York: Harper Brothers, 1938
- Psychological Facts and Psychological Theory, Psychological Bulletin, 43, 1-20, 1946
- Association by Contiguity, in Sigmund Koch (éd.), Psychology: A study of a science, vol. 2, p. 158–195, New York: McGraw-Hill.